# Leersia stipitata
Leersia stipitata är en gräsart som beskrevs av Norman Loftus Bor. Leersia stipitata ingår i släktet vildrissläktet, och familjen gräs. Inga underarter finns listade i Catalogue of Life.